# Морган (окръг, Илинойс)
Вижте пояснителната страница за други значения на Морган.
Окръг Морган (на английски: Morgan County) е окръг в щата Илинойс, Съединени американски щати. Площта му е 1481 km², а населението - 36 616 души (2000). Административен център е град Джаксънвил.